# Nicolò Petrucci
Nicolò Petrucci (ur. 21 czerwca 1962 w Monzy) – włoski inżynier, dawny szef aerodynamików w Scuderia Toro Rosso, zespołu Formuły 1.

## Życiorys
Nicolò Petrucci studiował inżynierię lotniczą na uniwersytecie technologii Politecnico di Milano w Mediolanie we Włoszech, specjalizując się w aerodynamice. Napisał pracę badawczą na temat aero-elastycznych zjawisk zachodzących w samochodzie Formuły 1, która została zakończona pomocą Harveya Postlethwaite'a i Gian Paolo Dallara. Doprowadziło to do pracy Petrucciego w 1992 roku na stanowisku inżyniera obliczeniowej dynamiki płynów w Scuderia Ferrari, zespole Formuły 1. Przez krótki czas pracował w tunelu aerodynamicznym Planair. W 1997 roku przeniósł się do Maranello we Włoszech by stać się starszym aerodynamikiem, następnie został awansowany na lidera projektu. Na początku 2001 roku przeniósł się do Arrowsa, gdzie pracował jako szef zespołu aerodynamiki. Praca Petrucciego sprawiła, że samochód stał się bardzo konkurencyjny do czasu, gdy w lecie 2002 zespołowi skończyły się fundusze finansowe. Po tym przeniósł się do Jordan Grand Prix, jednak i w tym zespole zabrakło środków finansowych, Petrucci zrezygnował. Pod koniec 2004 roku Nicolò Petrucci rozpoczął pracę w Toyocie. W czasie od lutego 2007 do lipca przyszłego roku Petrucci pracował w Hondzie jako szef zespołu aerodynamików. Od września 2008 do listopada 2011 roku był szefem aerodynamików w Scuderia Toro Rosso w Faenzy we Włoszech oraz w Bicester w Wielkiej Brytanii.